# Mark Jankowski
Mark Jankowski (Hamilton, Ontario, 13 de septiembre de 1994) es un jugador profesional canadiense de hockey sobre hielo que se desempeña en la posición de centro en Nashville Predators, equipo de la National Hockey League (NHL).

## Carrera
Fue seleccionado en la primera ronda en la NHL Entry Draft de 2012. En 2016 hizo su debut profesional con el equipo Calgary Flames, en el cual jugó cuatro temporadas (2016-2020), después pasó a Pittsburgh Penguins (2020-2021), luego a Buffalo Sabres (2021-2022), posteriormente a Nashville Predators, donde lleva jugando dos temporadas.